# 第21回ハリウッド映画賞
第21回ハリウッド映画賞は2017年の映画に贈られる賞であり、2017年11月5日にカリフォルニア州ロサンゼルスのハリウッド・パラディウムで授賞式が行われた 。

## 受賞一覧

### プロデューサー賞
- アンドリュー・コソーヴ、ブロデリック・ジョンソン、シンシア・サイクス・ヨーキン - 『ブレードランナー 2049』

### 監督賞
- ジョー・ライト - 『ウィンストン・チャーチル/ヒトラーから世界を救った男』

### 主演男優賞
- ジェイク・ギレンホール - 『ボストン ストロング 〜ダメな僕だから英雄になれた〜』

### 主演女優賞
- ケイト・ウィンスレット - 『女と男の観覧車』

### 助演男優賞
- サム・ロックウェル - 『スリー・ビルボード』

### 助演女優賞
- アリソン・ジャニー - 『アイ,トーニャ 史上最大のスキャンダル』

### アンサンブル演技賞
- 『アイ,トーニャ 史上最大のスキャンダル』

### ブレイクアウト・アンサンブル演技賞
- 『マッドバウンド 哀しき友情』

### コメディ・アンサンブル演技賞
- 『ビッグ・シック ぼくたちの大いなる目ざめ』

### アニメーション映画賞
- 『リメンバー・ミー』（リー・アンクリッチ、エイドリアン・モリーナ監督）

### 外国語映画賞
- 『最初に父が殺された』 カンボジア

### コメディ賞
- アダム・サンドラー - 『マイヤーウィッツ家の人々 (改訂版)』

### ドキュメンタリー映画賞
- 『Can't Stop, Won't Stop: A Bad Boy Story』（ショーン・コムズ監督）

### ブレイクスルー監督賞
- テイラー・シェリダン - 『ウィンド・リバー』

### ブレイクアウト男優賞
- ティモシー・シャラメ - 『君の名前で僕を呼んで』

### ブレイクアウト女優賞
- メアリー・J・ブライジ - 『マッドバウンド 哀しき友情』

### 脚本賞
- スコット・ノイスタッター、マイケル・H・ウェバー - 『ディザスター・アーティスト』

### ニュー・ハリウッド賞
- ジェイミー・ベル - 『リヴァプール、最後の恋』

### 撮影賞
- ロジャー・ディーキンス - 『ブレードランナー 2049』

### 編集賞
- シドニー・ウォリンスキー - 『シェイプ・オブ・ウォーター』

### 美術賞
- デニス・ガスナー - 『ブレードランナー 2049』

### 作曲賞
- トーマス・ニューマン - 『ヴィクトリア女王 最期の秘密』

### 主題歌賞
- 「Stand Up For Something」（歌手:ダイアン・ウォーレン、コモン、アンドラ・デイ） - 『マーシャル 法廷を変えた男』

### 視覚効果賞
- ダン・バレット、ダン・レモン、ジョー・レッテリ、エリック・ウィンクイスト - 『猿の惑星: 聖戦記』

### 録音賞
- アディソン・ティーグ、デイヴ・アコード - 『ガーディアンズ・オブ・ギャラクシー:リミックス』

### 衣装デザイン賞
- ジャクリーヌ・デュラン - 『ウィンストン・チャーチル/ヒトラーから世界を救った男』、『美女と野獣』

### メイキャップ/ヘアスタイリング賞
- ジェニー・シャコーア - 『美女と野獣』

### 功労賞
- ゲイリー・オールドマン